# رئوس مطالب نروژ
—

موقعیت نروژ

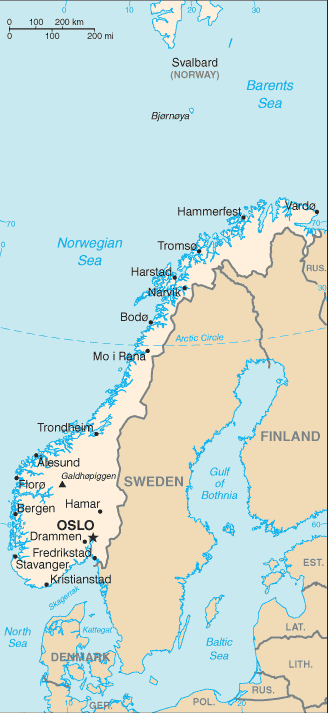
نقشه اساسی قابل گسترش از نروژ

رئوس مطالب زیر مروری بر، و راهنمای موضوعی برای پادشاهی نروژ است.
نروژ یک کشور دارای پادشاهی مشروطه مستقل است که اساساً در قسمت غربی اسکاندیناوی در شمال اروپا واقع شده‌است. این کشور مرزهای زمینی با سوئد، فنلاند و روسیه دارد، در حالی که انگلستان و جزایر فارو در غرب آن از طریق دریای شمال و دانمارک از جنوب آن از طریق تنگه اسکاگرک واقع شده‌اند. خط ساحلی طولانی و یخبندان اقیانوس اطلس این کشور به وسیلهآبدرهها عمیقاً فرورفته است و به‌طور ناگهانی به فلات‌های بلند می‌رسد.
نروژ همچنین شامل سرزمین‌های جزیره شمالگان سوالبار و یان ماین است. حاکمیت نروژ بر سوالبار براساس معاهده اسپیتسبرگن است، اما این معاهده در مورد جان ماین اعمال نمی‌شود. جزیره بووه در اقیانوس اطلس جنوبی و جزیره پیتر اول و سرزمین شهبانو ماود در قطب جنوب قلمروی وابسته خارجی نروژ هستند، اما این سه موجودیت بخشی از پادشاهی نیستند.
از زمان جنگ جهانی دوم، نروژ رشد سریع اقتصادی را تجربه کرده‌است و اکنون در زمره ثروتمندترین کشورهای جهان قرار دارد. نروژ پس از روسیه و عربستان سعودی سومین صادر کننده نفت جهان است و صنعت نفت حدود یک چهارم تولید ناخالص داخلی آن را تشکیل می‌دهد. این کشور همچنین دارای منابع غنی از میدان‌های گازی، برق آبی، ماهی، جنگل‌ها و مواد معدنی است. نروژ در سال ۲۰۰۶ دومین صادر کننده غذای دریایی بود (از نظر ارزش، بعد از چین). سایر صنایع اصلی شامل فرآوری مواد غذایی، کشتی سازی، فلزات، مواد شیمیایی، معدن و محصولات کاغذی است. نروژ دارای یک سیستم رفاهی اسکاندیناوی و بیشترین سرانه ذخیره سرانه از هر کشور است.
نروژ در سالهای ۲۰۰۱ تا ۲۰۰۶ در بالاترین سطح توسعه انسانی در بین همه کشورها قرار داشت و در سال ۲۰۰۷ (نسبت به کشور اسکاندیناوی ایسلند) دوم شد. این کشور همچنین در سال ۲۰۰۷ در یک نظرسنجی توسط شاخص جهانی صلح، صلح آمیزترین کشور جهان ارزیابی شد. نروژ یکی از اعضا مؤسس ناتو است.

## مرجع عمومی
- تلفظ:
- نام کشور: نروژ
- نام رسمی کشور: پادشاهی نروژ

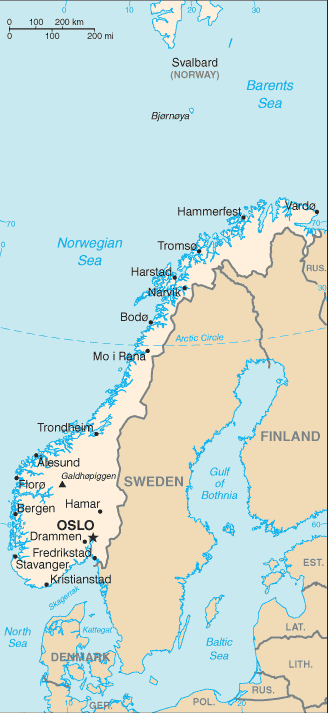
نقشه اساسی قابل افزایش از نروژ

- نام خارجی و داخلی(ها): نروژ (بوکمال)، Noreg (نینورسک) یا Norga (سامی)
- endonym رسمی شرکت(ها): Kongeriket نروژ (بوکمال) یا Kongeriket Noreg (نینورسک)
- Adjectival(ها): نروژی
- دمونی(ها): نروژی(ها)
- ریشه‌شناسی: نام نروژ
- کدهای ISO کشور: NO , NOR، ۵۷۸
- کد منطقه ایزو: به ISO 3166-2: NO مراجعه کنید
- دامنه سطح‌بالای کد کشوری: .no

## جغرافیای نروژ
جغرافیای نروژ
- نروژ: کشوری اسکاندیناوی است
- محل:
  - نیمکره شمالی و نیمکره شرقی
  - اوراسیا
    - اروپا
      - اروپای شمالی
        - اسکاندیناوی

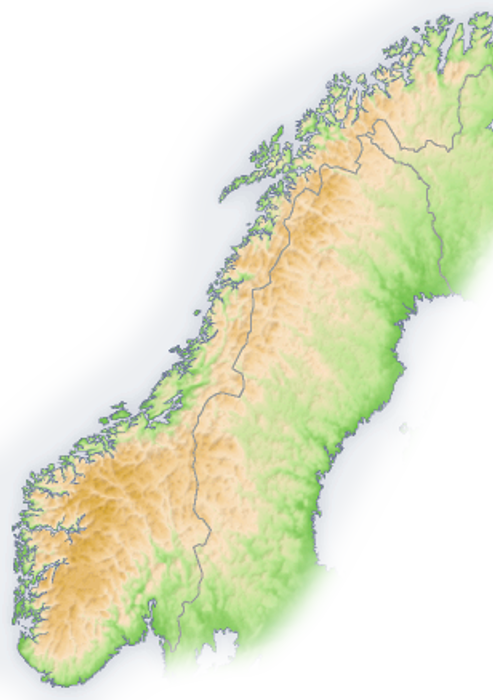
نقشه توپوگرافی قابل افزایش از نروژ

  - منطقه زمانی: ساعت اروپای مرکزی (UTC + 01)، زمان تابستان اروپای مرکزی (UTC + 02)
  - نقاط فرین نروژ
    - بالا: گالدهوپیگن ۲٬۴۶۹ متر (۸٬۱۰۰ فوت)
    - کم: دریای نروژ ۰ متر

  - مرزهای زمینی: ۲۵۴۲ کیلومتر

 سوئد  سوئد ۱۶۱۹ کیلومتر است
 فنلاند  فنلاند ۷۲۷ کیلومتر
 روسیه  روسیه ۱۹۶ کیلومتر
- خط ساحلی: ۸۳٬۲۸۱ کیلومتر

- جمعیت نروژ: ۵٬۳۶۷٬۵۸۰[۹]
  - مساحت نروژ: ۳۸۵٬۲۵۲ کیلومتر 2
- اطلس نروژ

### محیط زیست

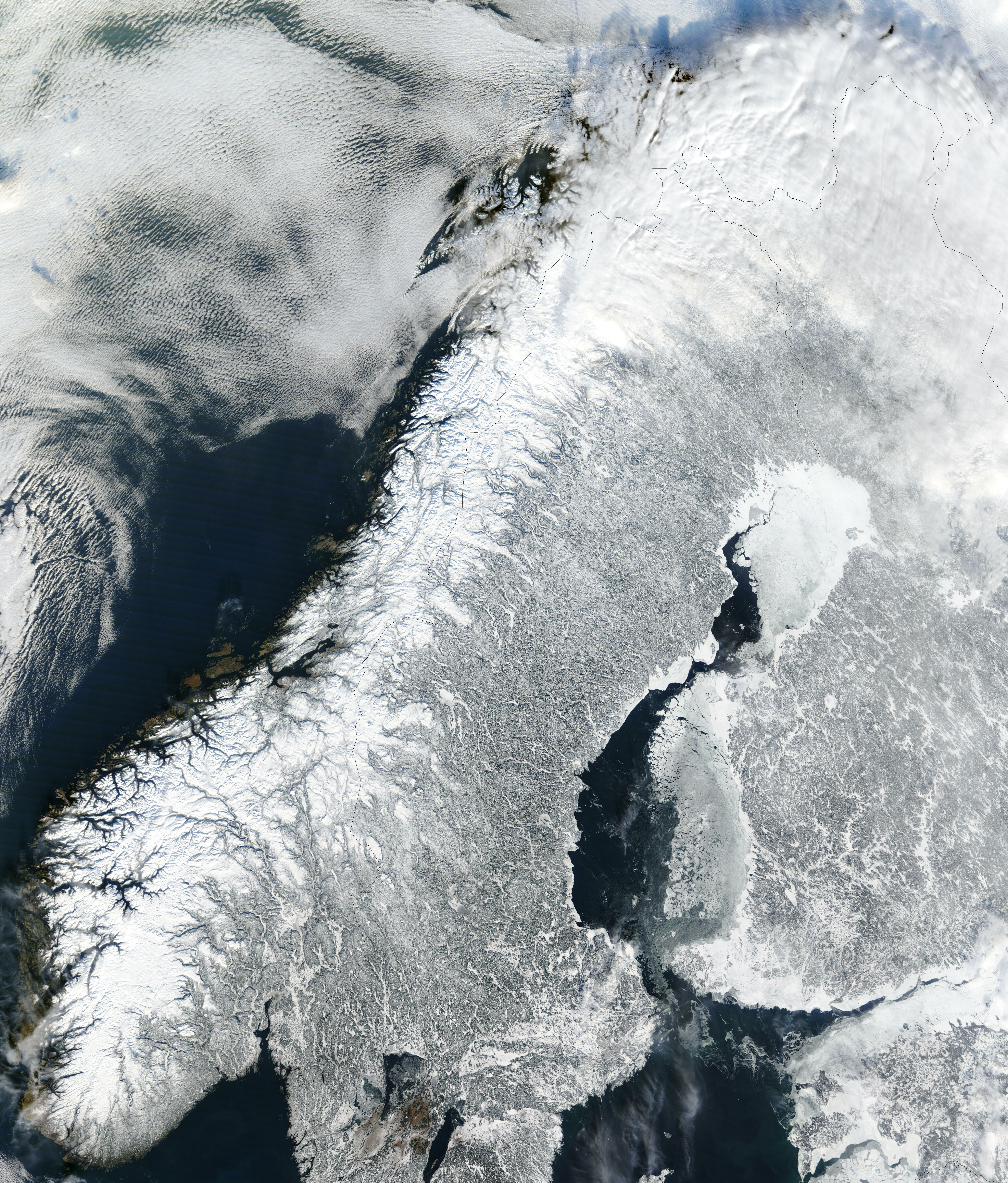
تصویر ماهواره ای قابل بزرگ شدن از نروژ

- آب و هوای نروژ
- منطقه حفاظت شده ژئوتوپ فستنینگن
- انرژی‌های تجدید پذیر در نروژ
- زمین‌شناسی نروژ
- مناطق حفاظت شده نروژ
  - ذخایر زیست کره در نروژ
  - پارک‌های ملی نروژ
- حیات وحش نروژ
  - جانوران نروژ
    - پرندگان نروژ
    - پستانداران نروژ

#### ویژگی‌های جغرافیایی طبیعی
- فیورد نروژ
- یخچال‌های طبیعی نروژ
- جزایر نروژ
- دریاچه‌های نروژ
- کوه‌های نروژ
  - آتشفشان در نروژ
- رودخانه‌های نروژ
- فهرست میراث جهانی یونسکو

### مناطق
منطقه‌های نروژ

#### مناطق طبیعی
لیست مناطق طبیعی در نروژ
- مناطق طبیعی در نروژ

#### بخشهای اداری
بخشهای اداری نروژ
- استانهای نروژ
  - مناطق نروژ
    - شهرداری‌های نروژ

##### استانها
استانهای نروژ

##### مناطق
مناطق نروژ

##### شهرداری‌ها
شهرداری‌های نروژ
- پایتخت نروژ: اسلو
- شهرهای نروژ

### جمعیت‌شناسی
جمعیت‌شناسی نروژ

## حکومت و سیاست
سیاست در نروژ
- شکل دولت:
- پایتخت نروژ: اسلو
- انتخابات در نروژ
- احزاب سیاسی در نروژ
- مالیات در نروژ

### شعب دولت
دولت نروژ

#### شاخه اجرایی دولت
- رئیس دولت: هارالد پنجم نروژ
- رئیس دولت: نخست‌وزیر نروژ
- کابینه نروژ

#### شاخه قانونگذاری
- پارلمان نروژ (تک‌مجلسی)

#### شاخه قضایی
سیستم دادگاه نروژ
- دادگاه عالی نروژ

### روابط خارجی
روابط خارجی نروژ
- نمایندگی‌های دیپلماتیک در نروژ
- نمایندگی‌های دیپلماتیک نروژ

#### عضویت در سازمان بین‌المللی
پادشاهی نروژ عضو این سازمان هاست:
- آژانس بین‌المللی انرژی اتمی (IAEA)
- آژانس بین‌المللی انرژی (IEA)
- آژانس چندجانبه تضمین سرمایه‌گذاری (MIGA)
- آژانس فضایی اروپا (ESA)
- آنکتاد (UNCTAD)
- اتاق بازرگانی بین‌المللی (ICC)
- اتحادیه اروپای غربی (WEU) (associate)
- اتحادیه بین‌المجالس (IPU)
- اتحادیه بین‌المللی مخابرات (ITU)
- اتحادیه جهانی پست (UPU)
- انجمن تجارت آزاد اروپا (EFTA)
- انجمن توسعه بین‌الملل (IDA)
- اونروا (UNRWA)
- بانک اروپایی بازسازی و توسعه (EBRD)
- بانک بین‌المللی بازسازی و توسعه (IBRD)
- بانک تسویه حساب‌های بین‌المللی (BIS)
- بانک توسعه آسیایی (ADB) (nonregional member)
- پلیس بین‌الملل (Interpol)
- توافق‌نامه شنگن
- جنبش عدم تعهد (NAM) (guest)
- دیوان دائمی داوری (PCA)
- دیوان کیفری بین‌المللی (ICCt)
- سازمان آب‌نگاری بین‌المللی (IHO)
- سازمان امنیت و همکاری اروپا (OSCE)
- سازمان بین‌المللی ارتباطات ماهواره‌ای (ITSO)
- سازمان بین‌المللی استانداردسازی (ISO)
- سازمان بین‌المللی دریانوردی (IMO)
- سازمان بین‌المللی کار (ILO)
- سازمان بین‌المللی ماهواره‌های تلفنی (IMSO)
- سازمان بین‌المللی مهاجرت (IOM)
- سازمان بین‌المللی هوانوردی غیرنظامی (ICAO)
- سازمان تجارت جهانی (WTO)
- سازمان توسعه صنعتی ملل متحد (UNIDO)
- سازمان جهانی بهداشت (WHO)
- سازمان جهانی گردشگری (UNWTO)
- سازمان جهانی گمرک (WCO)
- سازمان جهانی مالکیت فکری (WIPO)
- سازمان جهانی هواشناسی (WMO)
- سازمان کشورهای آمریکایی (OAS) (observer)
- سازمان ملل متحد (UN)
- سازمان منع سلاح‌های شیمیایی (OPCW)
- سازمان همکاری و توسعه اقتصادی (OECD)
- سرن (CERN)
- شورای اروپا (CE)
- شورای شمالگان
- شورای نوردیک (NC)
- صندوق بین‌المللی پول (IMF)
- صندوق بین‌المللی توسعه کشاورزی (IFAD)
- فائو (FAO)
- فدراسیون بین‌المللی جمعیت‌های هلال احمر و صلیب سرخ (IFRCS)
- کمیته بین‌المللی المپیک (IOC)
- کمیساریای عالی سازمان ملل متحد برای پناهندگان (UNHCR)
- مؤسسه مالی بین‌المللی (IFC)
- ناتو (NATO)
- نهضت بین‌المللی صلیب سرخ و هلال احمر (ICRM)
- نیروهای حافظ صلح سازمان ملل مستقر در لبنان (UNIFIL)
- یونسکو (UNESCO)

### نظم و قانون
قانون در نروژ
- مجازات اعدام در نروژ
- قانون اساسی نروژ
- جنایت در نروژ
- خشونت خانگی در نروژ
- حقوق بشر در نروژ
  - حقوق LGBT در نروژ
  - آزادی دین در نروژ
- اجرای قانون در نروژ

### نیروهای مسلح
نیروهای مسلح نروژ
- فرمان دادن
  - فرمانده کل قوا:
    - وزارت دفاع نروژ
- نیروها
  - ارتش نروژ
  - نیروی دریایی نروژ
  - نیروی هوایی نروژ
  - نیروهای ویژه نروژ
- تاریخچه نظامی نروژ
- درجات نظامی نروژ

### دولت محلی
دولت محلی در نروژ

## تاریخ
تاریخ نروژ
- تاریخچه نظامی نروژ

## فرهنگ
فرهنگ نروژی
- معماری در نروژ
  - معماری بومی در نروژ
- غذاهای نروژ
- زبانهای نروژ
- رسانه در نروژ
- موزه‌های نروژ
- نمادهای ملی نروژ
  - نشان ملی نروژ
  - پرچم نروژ
  - سرود ملی نروژ
- مردم نروژی
- تن‌فروشی در نروژ
- تعطیلات رسمی در نروژ
- دین در نروژ
  - آیین بودا در نروژ
  - مسیحیت در نروژ
    - کلیسای نروژ
    - کاتولیک رومی در نروژ
    - پنطیکاستی در نروژ
    - کلیسای انجیلی رایگان لوتر نروژ
    - ارتدکس شرقی در نروژ
    - ارتدکس شرقی در نروژ
    - غسل تعمید در نروژ
    - ظهور در نروژ

  - آیین هندو در نروژ
  - اسلام در نروژ
    - احمدیه در نروژ

  - یهودیت در نروژ
- میراث جهانی در نروژ

### هنر
- سینمای نروژ
- ادبیات نروژ
- موسیقی نروژ
- تلویزیون در نروژ

### ورزش
- فوتبال در نروژ
- نروژ در المپیک
- لیگ راگبی در نروژ

## اقتصاد و زیرساخت
اقتصاد نروژ
- رتبه اقتصادی، بر اساس تولید ناخالص داخلی اسمی (۲۰۰۷): بیست و سوم (بیست و سوم)
- کشاورزی در نروژ
- بانکداری در نروژ
  - بانک ملی نروژ
- ارتباطات در نروژ
  - اینترنت در نروژ
- شرکت‌های نروژ
- واحد پول نروژ: کرون نروژ
  - ایزو ۴۲۱۷: NOK
- انرژی در نروژ
  - سیاست انرژی نروژ
  - صنعت نفت در نروژ
- مراقبت‌های بهداشتی در نروژ
- استخراج معادن در نروژ
- بورس سهام نروژ
- جهانگردی در نروژ
- حمل و نقل در نروژ
  - فهرست فرودگاه‌های نروژ
  - حمل و نقل ریلی در نروژ
  - جاده‌ها در نروژ
- نهنگ در نروژ
- تأمین آب و سرویس بهداشتی در نروژ

## آموزش
تحصیل در نروژ